# CL (rapper)
Đây là một tên người Triều Tiên, họ là Lee.
Lee Chae-rin (tiếng Hàn: 이채린; sinh ngày 26 tháng 2 năm 1991), thường được biết đến với nghệ danh CL, là một nữ rapper, ca sĩ và nhạc sĩ và người Hàn Quốc. Sinh ra ở Seoul, Hàn Quốc, cô đã dành phần lớn thời thơ ấu của mình ở Nhật Bản và Pháp. CL từng được đào tạo tại JYP Entertainment trước khi gia nhập YG Entertainment ở tuổi 15 và ra mắt với tư cách là thành viên của nhóm nhạc nữ 2NE1 vào năm 2009 và trở thành một trong những nhóm nhạc nữ bán chạy nhất mọi thời đại. Với tư cách là một nghệ sĩ solo, CL đã ra mắt với đĩa đơn "The Baddest Female" vào tháng 5 năm 2013 và phát hành bài hát solo "MTBD" vào tháng 2 năm 2014 trong album phòng thu cuối cùng của 2NE1, Crush.
Sau sự gián đoạn của 2NE1 vào đầu năm 2015, CL theo đuổi sự nghiệp solo với việc phát hành các đĩa đơn "Hello Bitches" (2015) và "Lifted" (2016). Đĩa đơn "Lifted" đã đưa CL trở thành nữ nghệ sĩ solo Hàn Quốc đầu tiên có mặt trên Billboard Hot 100 và là nghệ sĩ thứ ba của Hàn Quốc đạt được điều này. Vào tháng 11 năm 2016, YG tuyên bố 2NE1 chính thức tan rã sau gần 2 năm gián đoạn và CL sau đó vẫn tiếp tục hoạt động dưới sự quản lý của công ty. Ngay sau khi rời YG vào tháng 12 năm 2019, cô đã phát hành dự án mini album solo của mình In the Name of Love (2019), bao gồm 6 bài hát được viết trong suốt 3 năm kể từ đĩa đơn "Lifted" trước đó của cô. Album phòng thu đầu tay của cô, mang tên Alpha, sẽ được phát hành vào tháng 10 năm 2021.
Được biết đến với sự thử nghiệm nhiều phong cách âm nhạc cũng như sự hiện diện trên sân khấu và sức hút của cô, CL được coi là một nhân vật có tầm ảnh hưởng trong sự lan tỏa khắp thế giới của làn sóng Hàn Quốc. Ngoài lĩnh vực âm nhạc, cô được nhiều ấn phẩm trên toàn thế giới công nhận là một phong cách và biểu tượng thời trang vì tầm ảnh hưởng của cô trong ngành thời trang.

## Tiểu sử
Lee Chae-rin sinh ra ở Seoul, Hàn Quốc, nhưng dành phần lớn sống ở Paris, Tsukuba và Tokyo trong thời thơ ấu của cô. Khi cô 13 tuổi, cô chuyển đến Paris một mình, nơi cô theo học trong 2 năm. Cô đã tham gia buổi thử giọng của YG Entertainment khi cô 15 tuổi. Bài hát đầu tiên cô thu âm là "Intro (Hot Issue)" của Big Bang vào năm 2007. Cuối năm đó, cô lần đầu tiên biểu diễn trên sân khấu tại Gayo Daejeon của SBS cùng với các đồng nghiệp cùng công ty. Cô xuất hiện lần đầu tiên trong bài hát "DJ" vào năm 2008, hợp tác cùng với Uhm Jung-hwa, trong đó cô đã đọc rap.

## Sự nghiệp

### 2009–2013: Ra mắt với 2NE1 và bắt đầu sự nghiệp solo
Lee Chae-rin lấy nghệ danh là CL và được chọn làm trưởng nhóm kiêm rapper chính của 2NE1, cùng với Bom, Dara và Minzy. Sau đó, nhóm hợp tác với Big Bang cho "Lollipop" trước khi chính thức ra mắt trên The Music Trend của SBS vào ngày 17 tháng 5 năm 2009, nơi họ biểu diễn "Fire". 2NE1 đã đạt được thành công đáng kể với đĩa đơn quán quân "I Don't Care" từ mini album đầu tiên, 2NE1, mang về cho nhóm giải Bài hát của năm tại Mnet Asian Music Awards năm 2009, khiến họ trở thành nhóm nhạc tân binh đầu tiên giành được Daesang trong cùng năm ra mắt.

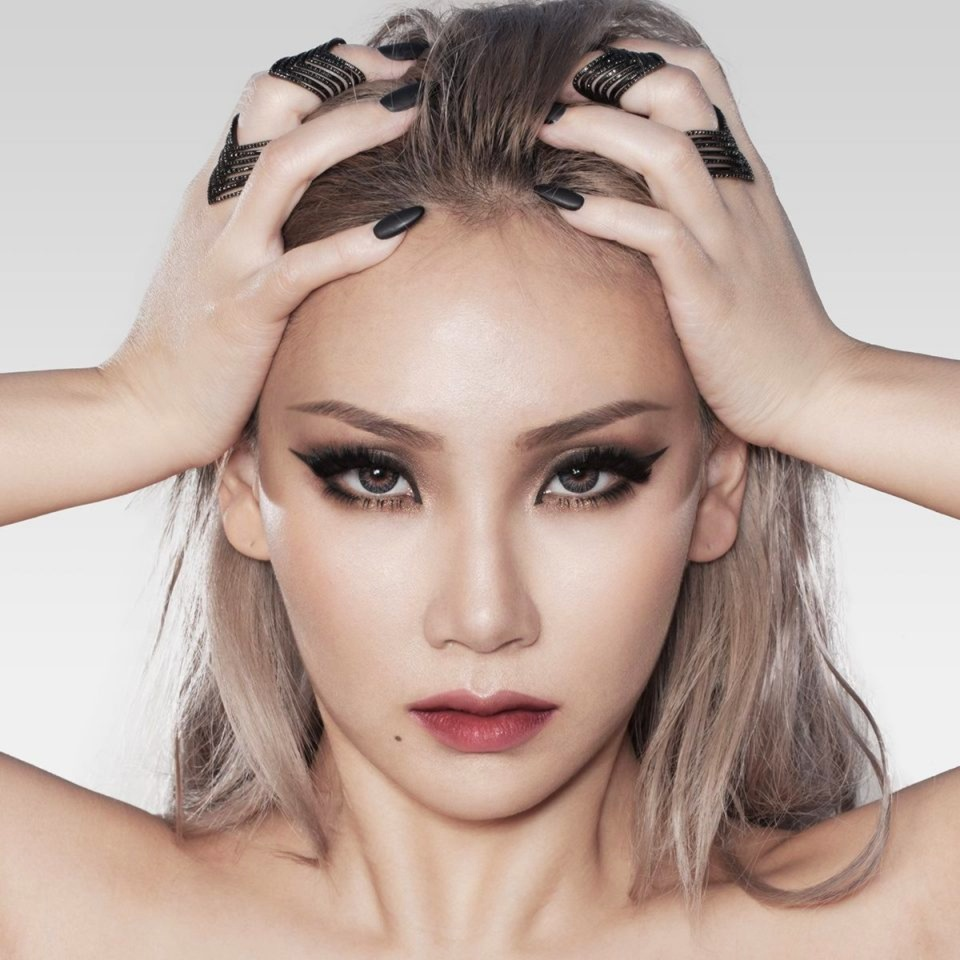
Áp phích quảng bá cho "Hello Bitches" vào năm 2015.

Vào tháng 8 năm 2009, cô hợp tác với các đồng nghiệp cùng công ty, G-Dragon và Teddy Park của 1TYM cho đĩa đơn "The Leaders", trích từ album solo đầu tiên của G-Dragon, Heartbreaker. Cùng tháng đó, sau khi nhóm kết thúc đợt quảng bá "I Don't Care", CL đã hợp tác với thành viên Minzy cho "Please Don't Go", đứng ở vị trí số 6 trên bảng xếp hạng âm nhạc Gaon vào cuối tháng 11. Đĩa đơn solo đầu tiên của cô, "The Baddest Female", được phát hành vào ngày 28 tháng 5 năm 2013. Cho album phòng thu thứ hai Crush của 2NE1, CL đã viết lời và đồng sáng tác nhạc cho các bài hát như "Crush", "If I Were You" và "Baby I Miss You". Cô cũng viết lời cho bài hát solo "MTBD", cũng như bài hát "Scream".

### 2014–2018: Đĩa đơn và hợp tác
Vào tháng 10 năm 2014, có thông báo rằng CL dự định ra mắt với tư cách là một nghệ sĩ solo vào năm sau tại Hoa Kỳ, hợp tác với Scooter Braun với tư cách là người quản lý của cô. Vào tháng 5 năm 2015, cô xuất hiện trong đĩa đơn "Doctor Pepper" của Diplo, cùng với Riff Raff và OG Maco. Vào tháng 11 năm 2015, CL phát hành đĩa đơn đầu tiên "Hello Bitches", như đĩa đơn mở đường cho mini album Lifted. Đĩa đơn "Lifted" được phát hành vào ngày 19 tháng 8 năm 2016. Bài hát đã xuất hiện trong top 30 của bảng xếp hạng Hip-Hop/Rap của iTunes trong vòng 3 giờ sau khi được phát hành, đạt vị trí số 21. Time ghi nhận cô là "tương lai của K-pop ở Hoa Kỳ". Vào ngày 29 tháng 10 năm 2016, CL bắt đầu chuyến lưu diễn Bắc Mỹ đầu tiên của cô, Hello Bitches Tour, tại phòng khiêu vũ Hammerstein của thành phố New York và kết thúc tại Toronto vào ngày 14 tháng 11.
Cùng với Shaiana, cô đã góp giọng trong bài hát "Surrender" của Lil Yachty, một bài hát độc quyền trong phiên bản Target deluxe trong album Teenage Emotions của anh, được phát hành vào ngày 26 tháng 5 năm 2017. CL cũng thu âm một đĩa đơn gốc mang tên "No Better Feelin" cho nhạc phim My Little Pony: The Movie, được phát hành vào ngày 22 tháng 9 năm 2017. Vào ngày 4 tháng 1 năm 2018, cô được cho là sẽ ra mắt tại Hollywood với tư cách là diễn viên trong bộ phim Mile 22 của Peter Berg, có sự tham gia của Mark Wahlberg. Vào ngày 25 tháng 2 năm 2018, CL đã biểu diễn tại lễ bế mạc Thế vận hội Mùa đông 2018 tại Sân vận động Olympic Pyeongchang, biểu diễn "The Baddest Female" và bản hit toàn cầu "I Am the Best" của 2NE1. Tại lễ bế mạc, cô đã gặp Tổng thống Hàn Quốc Moon Jae-in, Đệ nhất phu nhân Hàn Quốc Kim Jung-sook, Exo và Ivanka Trump.

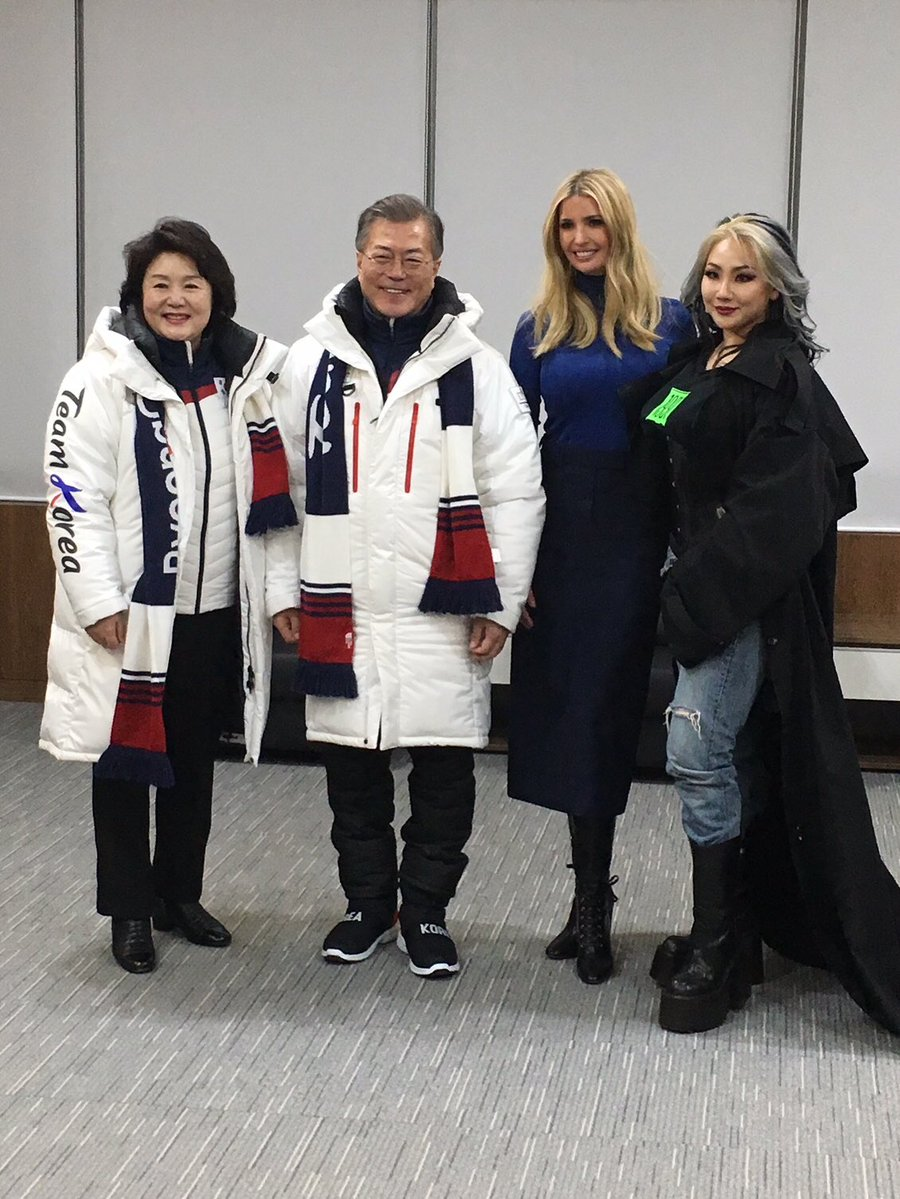
CL tại lễ bế mạc Thế vận hội Mùa đông 2018 ở Pyeongchang.

### 2019–nay: Rời YG Entertainment,In the Name of LovevàAlpha
Vào ngày 8 tháng 11 năm 2019, YG Entertainment thông báo rằng CL không gia hạn hợp đồng với công ty. Vào ngày 4 tháng 12, ngay sau khi rời YG Entertainment, cô đã bắt đầu phát hành các sản phẩm âm nhạc chưa được phát hành trước đó trong 3 tuần liên tiếp, trích từ mini album In the Name of Love.
Vào ngày 12 tháng 9 năm 2020, CL thông báo rằng cô hiện đang làm việc cho một album mới sẽ được phát hành vào cuối năm đó. Hai ngày sau, cô phát hành video âm nhạc cho bài hát "Post Up", như bài hát mở đường cho album sắp tới của cô. Vào ngày 29 tháng 10, cô đã phát hành hai đĩa đơn — "+Hwa+" và "+5 Star+" — được đồng sáng tác bởi đồng nghiệp cùng công ty cũ Tablo. Đồng thời, CL thông báo rằng album phòng thu đầu tiên của cô Alpha sẽ được phát hành vào ngày 30 tháng 11. Tuy nhiên, vào ngày 16 tháng 11, cô thông báo rằng cô đã quyết định trì hoãn việc phát hành album cho đến đầu năm 2021, nói rằng trong khi chuẩn bị album, cô đã phát triển những ý tưởng mới cho âm nhạc và cô mong muốn album sẽ trở thành album tốt nhất có thể.
Vào ngày 26 tháng 2 năm 2021, CL phát hành một đĩa đơn mang tên "Wish You Were Here", trùng với sinh nhật lần thứ 30 của cô. Bài hát được phát hành để tưởng nhớ mẹ cô, Hong Yoo-ra, người đã qua đời vào 1 tháng trước vì một cơn đau tim. Vào ngày 16 tháng 6, CL xuất hiện trong tập đầu tiên của mùa 2 của bộ phim truyền hình Dave, nơi cô đóng vai chính mình hợp tác với rapper Lil Dicky khi anh khao khát tiếp quản ngành công nghiệp K-pop. Vào ngày 10 tháng 7 năm 2021, CL đã ký hợp đồng quản lý với Konnect Entertainment để quản lý các hoạt động của cô tại Hàn Quốc. Hai tuần sau, các hãng truyền thông trong nước đưa tin CL sẽ trở lại vào giữa tháng 8. Sau đó, nó đã được thông báo rằng CL sẽ phát hành album Alpha vào tháng 10 năm 2021. Đĩa đơn kỹ thuật số "Spicy" được phát hành lần đầu tiên vào ngày 24 tháng 8. Đĩa đơn kỹ thuật số thứ hai "Lover Like Me" sẽ được phát hành vào ngày 29 tháng 9.

## Nghệ thuật

### Phong cách âm nhạc
CL trích dẫn trưởng nhóm Teddy Park của 1TYM, người đã sản xuất hầu hết các sản phẩm âm nhạc của 2NE1, là người có tầm ảnh hưởng và nguồn cảm hứng của cô, cũng như Madonna, Queen và Lauryn Hill.

## Hình ảnh công chúng và ảnh hưởng
"Cô ấy đã mở rộng hình ảnh của một nữ thần tượng K-pop. Thương hiệu của sự lạnh lùng không hối lỗi của cô đã làm mới và góp phần mở đường cho các nghệ sĩ K-pop khác noi theo." 
Sự bất thường trong bối cảnh K-pop chính thống, theo The Guardian mô tả, CL đã được gọi là "một cá tính táo bạo và bạo dạn trong một thế giới đồng nhất có độ hào nhoáng cao". Được chú ý vì đã đi lệch khỏi các xu hướng khuôn mẫu trong suốt sự nghiệp của cô, Jeff Benjamin của tạp chí Billboard nói rằng "Cô ấy có một suy nghĩ không hề sợ hãi khi nói đến sự nghiệp của mình, điều không thể thấy ở hầu hết các ngôi sao K-pop." Cô thường được khen ngợi về khả năng xuất hiện trên sân khấu và thần thái của mình, với Tamar Herman của cùng một ấn phẩm nói rằng cô "thống trị [nhiều] sân khấu này đến sân khấu khác với sự hiện diện lôi cuốn của cô". Owen Meyers nêu bật tính cách lôi cuốn của cô và nói rằng "cô đã giúp mở đường cho sự bùng nổ của K-pop." Trong một cuộc phỏng vấn với CNN tại Tuần lễ Thời trang New York vào năm 2016, nhà thiết kế thời trang Jeremy Scott nói thêm rằng "Tôi đi khắp thế giới, tôi đã thấy những người hâm mộ cô ấy ở Chile, ở Brazil, rõ ràng là ở khắp châu Âu. [...] Cô ấy không chỉ là một hiện tượng Hàn Quốc hay châu Á, cô ấy thực sự là một siêu sao toàn cầu".
Được ca ngợi là "nữ hoàng phong cách tối thượng" ở Hàn Quốc bởi Dazed, Ảnh hưởng của CL vượt ra ngoài âm nhạc sang lĩnh vực thời trang. Được coi là một biểu tượng phong cách và một nhân vật trong ngành thời trang, cô được biết đến là người thử nghiệm nhiều xu hướng và phong cách thời trang trong suốt sự nghiệp của mình. Cô giữ mối quan hệ với một số nhà thiết kế nổi tiếng quốc tế, bao gồm Alexander Wang, Jeremy Scott, Marc Jacobs, cũng như nhà thiết kế quá cố Karl Lagerfeld. CL thường xuyên mặc và tham dự các sự kiện của nhiều thương hiệu thời trang, bao gồm Chanel, Saint Laurent, Fendi, Moschino, Givenchy, Balmain và Alexander McQueen. Tạp chí Vogue đã gọi cô là một "điểm mấu chốt cho các nhiếp ảnh gia trong Tuần lễ Thời trang." Thường kết hợp quần áo từ các nhà mốt sang trọng với thời trang dạo phố, tạp chí nói rằng "Trong khi hầu hết những người tham dự hàng ghế đầu đều xuất hiện trong một thứ gì đó từ thương hiệu tương ứng," CL chọn "thứ gì đó không chỉ bổ sung thẩm mỹ cho mình mà còn gói gọn danh tiếng 'baddest female' của riêng cô." Phong cách cá nhân của cô được mô tả là có gu thẩm mỹ phong cách tomboy, thường kết hợp bốt, áo khoác biker và mũ thể thao với những món đồ nam trẻ trung được yêu thích như Nasir Mazhar, Astrid Andersen và Sam MC. Cô đã xuất hiện trên nhiều trang bìa và họa báo của nhiều tạp chí thời trang khác nhau ở Hàn Quốc và nước ngoài, bao gồm W, Elle, Dazed, Paper và Allure. Daisy Jones của tạp chí Dazed đã nói rằng "địa vị thời trang của cô vượt xa khỏi các nhãn hàng và các nhà thiết kế tên tuổi – giống như Rihanna, cô ấy là một người dễ dàng chấp nhận rủi ro, với đôi mắt vững chắc hướng về tương lai." Trong một cuộc phỏng vấn với i-D vào năm 2015, CL giải thích thêm về thời trang đã ảnh hưởng đến sự nghiệp của cô như thế nào, nói rằng "Thời trang và âm nhạc có mối liên hệ với nhau vì cả hai đều là sự thể hiện. Tôi thích biểu diễn và thể hiện bản thân để truyền cảm hứng cho mọi người. Đó là lý do tại sao thời trang là nguồn cảm hứng rất lớn đối với tôi."
Vào năm 2015, CL được xếp ở vị trí số 2 trong cuộc bình chọn của tạp chí Time cho những người có ảnh hưởng nhất trên thế giới, chỉ xếp sau chính trị gia người Nga Vladimir Putin. Vào năm 2016, cô trở thành nữ thần tượng K-pop đầu tiên góp mặt trong danh sách 100 người đổi mới của Hypebeast, cũng như BoF 500, một chỉ số chuyên nghiệp của những người đã định hình ngành thời trang toàn cầu. BoF gọi CL là "sức mạnh tự nhiên của Hàn Quốc" và "hiện tượng văn hóa đại chúng", người đã từng là "nàng thơ của một số nhà thiết kế". Trunk Club của Nordstrom đã đưa CL vào danh sách 15 biểu tượng nữ phong cách nhất trên toàn thế giới, những người đã thay đổi phong cách thời trang trong lịch sử gần đây và coi cô là một trong những biểu tượng phong cách nữ lớn nhất K-pop. Vào ngày 1 tháng 4 năm 2019, CL được tạp chí Forbes xếp hạng là một trong 30 người nổi tiếng có ảnh hưởng nhất của châu Á trong lĩnh vực giải trí và thể thao. Công nhận sự hiện diện trên sân khấu và tính đa dạng của cô, The Guardian xếp hạng cô là thành viên nhóm nhạc nữ xuất sắc thứ 19 mọi thời đại vào tháng 10 năm 2019 và là một trong hai nghệ sĩ K-pop duy nhất được nhắc đến. CL đã được một số phương tiện truyền thông quốc tế gọi là "Nữ hoàng K-pop", bao gồm Rolling Stone, Billboard và Elle. Vào tháng 3 năm 2021, CL là nhạc sĩ Hàn Quốc duy nhất được chọn tham gia chiến dịch Tháng Lịch sử Phụ nữ của Google , nhờ màu sắc độc đáo của cô và "vai trò báo trước sự khởi đầu của thời kỳ hoàng kim của K-pop".
Những nghệ sĩ được truyền cảm hứng hoặc cho rằng CL có tầm ảnh hưởng bao gồm Lisa của Blackpink, Hyunjin của Loona, Giselle của Aespa, SinB của GFriend, Jinny của Secret Number, Hyeongshin của Hot Issue, Lorde, và Grimes. Tại Thế vận hội Mùa đông 2018, vận động viên giành huy chương vàng trượt tuyết người Mỹ gốc Hàn, Chloe Kim đã nói rằng "Tôi đã nghe nhạc của CL trước khi thi đấu."

## Hoạt động khác

### Quảng cáo
Với tư cách là trưởng nhóm của 2NE1, CL đã xuất hiện trong một số quảng cáo cho nhiều thương hiệu nổi bật khác nhau, bao gồm Nikon, Intel, Samsung và LG. Ngoài các quảng cáo cùng nhóm, CL đã được chọn làm người mẫu cho chiến dịch Vision of Beauties của hãng mỹ phẩm cao cấp Lancôme vào năm 2011. Năm sau, cô xuất hiện cùng với nam diễn viên Lee Dong-wook trong các quảng cáo cho Cass Light Beer — một công ty đã thu hút sự chú ý với các quảng cáo truyền hình độc đáo — và giới thiệu cặp đôi trong một không gian và môi trường theo chủ đề Bắc Cực. Vào năm 2014, CL đã đạt được hợp đồng quảng cáo với Vitamin Water của Glacéau, KGB Lemon Vodka, và xuất hiện cùng với thành viên cùng nhóm Minzy và Winner trong chiến dịch #allinfordance của Adidas. Vào tháng 2 năm đó, CL được chọn làm gương mặt đại diện cho Maybelline New York — một trong những thương hiệu mỹ phẩm lớn nhất thế giới — và tiếp tục xuất hiện trong nhiều hoạt động thương mại cho các thương hiệu mỹ phẩm của họ. Hợp đồng quảng cáo của cô đối với mascara Magnum Volume Express nhanh chóng giúp doanh số bán hàng tăng lên đáng kể, tăng gấp 3 lần so với năm trước và được biết đến với cái tên "CL mascara".

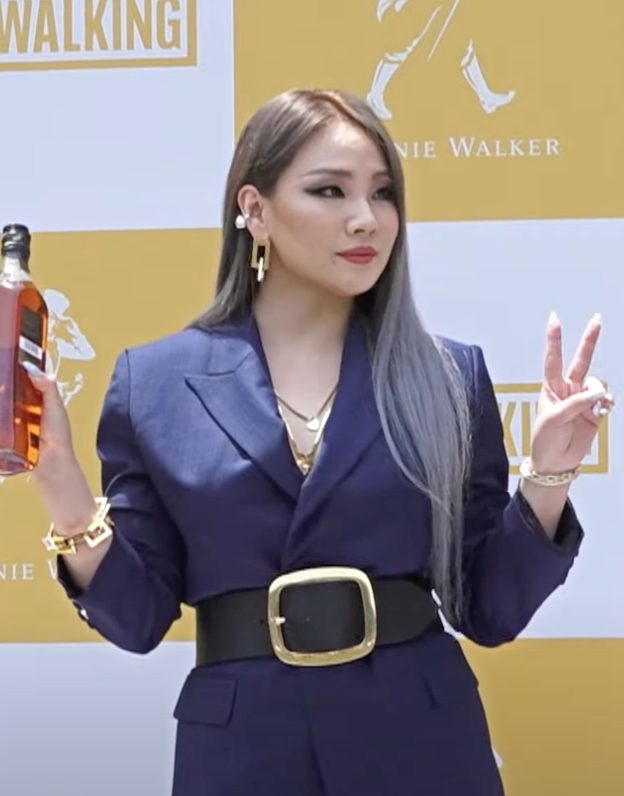
CL tại một sự kiện cho chiến dịch của Johnnie Walker vào năm 2021.

Vào năm 2017, cô đã tham gia cùng với Karlie Kloss, Candace Parker và Hannah Bronfman trong phong trào "Here to Create" của Adidas; một quan chức của công ty đã trích dẫn sự đại diện cho sự sáng tạo và nguồn cảm hứng của cô chính là lý do cho sự lựa chọn này. Vào tháng 4, CL đã được công bố như một người mẫu quảng cáo cho nhà sản xuất hành lý cao cấp Tumi trong khuôn khổ Global Citizen Campaign của họ, nơi họ chọn một số nhân vật có ảnh hưởng từ nhiều lĩnh vực khác nhau làm Global Citizens. Đối với chiến dịch, cô đã đến Chefchaouen ở Maroc để quảng cáo cho bộ sưu tập 19 Degree của thương hiệu.
Khi xuất hiện như một người mẫu quảng cáo cho Taco Bell vào tháng 2 năm 2021, CL trở thành nữ nghệ sĩ solo đầu tiên của Hàn Quốc góp mặt trong một quảng cáo truyền hình tại Hoa Kỳ. Tháng 5 năm đó, CL trở thành gương mặt đại diện cho chiến dịch quảng cáo "Play New" của Nike Hàn Quốc, nơi nó nhằm mục đích chiếu sáng văn hóa thể thao và truyền cảm hứng cho mọi người theo đuổi các mục tiêu thể thao mới. Trong tháng 6, Johnnie Walker — nhà phân phối hàng đầu thế giới của rượu Scotch Whisky — đã giới thiệu cô với tư cách là đại sứ toàn cầu cho chiến dịch Keep Walking của thương hiệu, như một phần của việc ra mắt tại Hàn Quốc và các thị trường khác ở châu Á.

### Thời trang
Vào năm 2013, nhà thiết kế thời trang Jeremy Scott đã chọn CL là một trong những nàng thơ của mình và mô tả cô là "một trong những cô gái dữ dội nhất khi bước ra từ Seoul". Vì tầm ảnh hưởng của mình trên toàn châu Á, CL đã hợp tác với các thương hiệu thời trang cao cấp Kenzo và On Pedder vào năm 2014. Trong chuyến lưu diễn cùng 2NE1, CL đã xuất hiện tại một sự kiện quảng cáo và ký tặng người hâm mộ cho sự hợp tác tại cửa hàng hàng đầu của On Pedder ở Hồng Kông. Vào tháng 7 cùng năm, CL được mệnh danh là nàng thơ của thương hiệu cao cấp Hazzys cho mùa F/W 2014 và S/S 2015 của họ, người cho rằng sức hút của cô, phong cách thời thượng và sự hấp dẫn trong số nhân khẩu học ở độ tuổi 20 và 30 rất phù hợp với hình ảnh hiện đại của thương hiệu. Vào năm 2016, CL trở thành nàng thơ cho nhà thiết kế thời trang Alexander Wang, với Monica Kim của Vogue coi "cách tiếp cận cuộc sống không hối lỗi" và "không sợ hãi khi làm tóc và trang điểm để tôn vinh cá tính" của cô là nguồn cảm hứng của Wang.
Vào tháng 1 năm 2020, CL trở thành đại sứ thương hiệu Hàn Quốc đầu tiên cho Ivy Park, một dòng thời trang thể thao thuộc sở hữu của Beyoncé và xuất hiện cùng với nữ ca sĩ trong buổi chụp quảng cáo cho bộ sưu tập Ivy Park x Adidas của thương hiệu. Vào tháng 6 năm 2021, CL hợp tác với nhà thiết kế thời trang haute couture người Pháp Jean Paul Gaultier trong một buổi chụp hình cho tạp chí W Korea ấn bản tháng 7, nơi anh bí mật vận chuyển bộ sưu tập của mình đến Hàn Quốc đặc biệt cho CL.

## Danh sách phim

### Phim điện ảnh
| Năm  | Tên     | Vai   | Ghi chú   |
| ---- | ------- | ----- | --------- |
| 2018 | Mile 22 | Queen | Khách mời |

### Chương trình truyền hình
| Năm  | Tên          | Kênh | Vai          | Ghi chú                 | Nguồn         |
| ---- | ------------ | ---- | ------------ | ----------------------- | ------------- |
| 2021 | Dave         | FXX  | Bản thân     | Khách mời; Mùa 2, Tập 1 | [ 31 ] [ 95 ] |
| 2021 | Super Band 2 | JTBC | Nhà sản xuất |                         | [ 96 ]        |

## Danh sách đĩa nhạc
- Alpha (2021)

## Chuyến lưu diễn
- Hello Bitches Tour (2016)

## Giải thưởng và đề cử
| Năm  | Giải thưởng                 | Hạng mục                             | Đề cử                | Kết quả   |
| ---- | --------------------------- | ------------------------------------ | -------------------- | --------- |
| 2013 | Mnet 20's Choice Awards     | 20's Style Award                     | CL                   | Đoạt giải |
| 2013 | Mnet Asian Music Awards     | Best Dance Performance – Female Solo | "The Baddest Female" | Đoạt giải |
| 2013 | Mnet Asian Music Awards     | Song of the Year                     | "The Baddest Female" | Đề cử     |
| 2013 | MYX Philippines             | Hottest Female Star of 2013          | CL                   | Đoạt giải |
| 2013 | SBS MTV Best of the Best    | Best Female Solo                     | CL                   | Đề cử     |
| 2014 | Seoul Music Awards          | Bonsang Awards                       | "The Baddest Female" | Đề cử     |
| 2014 | Seoul Music Awards          | Popularity Awards                    | "The Baddest Female" | Đề cử     |
| 2014 | YinYueTai V-Chart Awards    | Top Female Artist (Korean)           | CL                   | Đoạt giải |
| 2014 | Style Icon Awards           | Top 10 Style Icons                   | CL                   | Đề cử     |
| 2016 | Style Icon Awards           | Top 10 Style Icons                   | CL                   | Đề cử     |
| 2019 | 45th People's Choice Awards | The Most Inspiring Asian Woman       | CL                   | Đoạt giải |
| 2019 | 29th Seoul Music Awards     | R&B/Hip-Hop Award                    | CL                   | Đề cử     |
| 2020 | Asian Pop Music Awards      | Most Outstanding Song of the Year    | "Hwa"                | Đoạt giải |